# Kia Carens
A Carens é uma minivan de porte médio da Kia Motors.

## Galeria
- Primeira geração (1999-2006)
- Segunda geração (2006-2013)
- Terceira geração (2013-2018)